# Donald Knuth
Donald Ervin Knuth (Milwaukee, Wisconsin, 1938. január 10. –) amerikai matematikus, az informatikai alapműnek számító A számítógép-programozás művészete című könyv szerzője, a TeX betűszedő rendszer kifejlesztője, az algoritmuselemzés „atyjaként” emlegetett tudós.

## Élete
1938. január 10-én született Milwaukee-ban, Wisconsin államban. Felesége a nála egy évvel fiatalabb Nancy Jill Carter, 1961 óta házasok. Két gyermekük van: John Martin (1965) és Jennifer Sierra (1966).
1956-ban a California Institute of Technology-n kezdte egyetemi tanulmányait – fizikus szakon. Két év után mégis matematikusként folytatta tanulmányait, ugyanis a fizika gyakorlatiasságánál jobban vonzották a matematika elméleti kérdései.
Bachelor és Master (1960) diplomáját a Case Western Reserve University-n szerezte. 1963-ban – újra Kaliforniában – PhD fokozatot kapott, doktori disszertációjának címe: „Véges ferdetestek és projektív síkok”. Később ennek az egyetemnek lett professzora. 1968 óta a Stanford University professzora, 1993 óta professor emeritus.

## Munkássága
Knuth a szerzője (mind a mai napig írja) a monumentális A számítógép-programozás művészete című műnek. E mű megírásához olyan programokat írt, mint a TeX vagy a Metafont, melyek lehetővé teszik matematikai szövegek nyomdai követelményeknek megfelelő szedését. Ezek azóta is meghatározóak a matematikai tárgyú tudományos szövegek szedésében.
A „literate programming” fogalom megalkotója, ez azt a felfogást hivatott tükrözni, hogy a számítógépes programokat ugyanazzal az igényességgel kell írni, mintha irodalmi szövegek lennének, és a forráskódot egyesíteni kell a szoftverdokumentációval.
Ezt a felfogást tükrözve jelentek meg olyan könyvei – természetesen ezekkel a programokkal szedve –, melyek a TeX és a Metafont teljes forráskódjai mellett magyarázatokat tartalmaznak a különböző algoritmusokkal kapcsolatban. Ezek mellett megjelentek olyan felhasználói könyvek, melyek nem csak megválaszolnak felhasználói kérdéseket (pl.: hogyan választok el szavakat TeX-hel), hanem szakmai nyelven meg is magyarázza a működést (pl.: leírja, hogyan működik a szóelválasztó algoritmus).

## A számítógép-programozás művészete
A számítógép-programozás művészete egy többkötetes mű, mely az alapvető algoritmusokról és adatstruktúrákról szól.
A kiadó az akkor (1962) még egyetemi hallgató Knuthot azzal bízta meg, írjon egy könyvet a fordítóprogramokról (angolul compiler). Knuth azonban egy, az egész témakört átfogó művet akart alkotni, mindezt a legapróbb nyomdai követelményeknek is megfelelő szerkesztésben (ennek a megírásához, szerkesztéséhez fejlesztette ki Knuth a híres TeX és Metafont programokat).
Az elhatározásból egy életre szóló munka lett: a tervezett 7 kötetből az ötödik, Knuth tervei szerint, 2015-re fog elkészülni. Az első három kötet gyors megjelenését (1968, 1969, 1973) a negyedik 2005 februárjában követte.

## A TeX
Knuth azért kezdte el a TeX-et írni, mert egyre elégedetlenebb lett monumentális könyvének első három kötetében tapasztalható szedéssel. Az igazi hacker hozzáállást követve nekiállt, hogy a problémát egyszer és mindenkorra megoldja, és megtervezte saját betűszedési nyelvét. Úgy vélte, hogy ezt be tudja fejezni az 1978-as tanítási szünetben; mindössze nagyjából nyolc évet tévedett. A nyelv fejlesztését 1985-ben fagyasztotta be, amikortól azt befejezettnek tekintette.

## Könyvei
Legfontosabb művei:
- Donald E. Knuth: A számítógép-programozás művészete (The Art of Computer Programming), Addison-Wesley Professional

1. Első kötet: Alapvető algoritmusok (Fundamental Algorithms), második kiadás, 1994, Budapest, Műszaki Könyvkiadó
2. Második kötet: Szeminumerikus algoritmusok (Seminumerical Algorithms), második kiadás, 1994, Budapest, Műszaki Könyvkiadó
3. Harmadik kötet: Keresés és rendezés (Keresés és rendezés), második kiadás, 1994, Budapest, Műszaki Könyvkiadó
4. Negyedik kötet: Combinatorial Algorithms, (magyarul több füzet jelent meg belőle, követve az angol kiadásokat)
5. Ötödik kötet: Syntactic Algorithms (tervezett)
6. Hatodik kötet: Theory of Context-Free Languages (tervezett)
7. Hetedik kötet: Compiler Techniques (tervezett)

- Ronald L. Graham, Donald E. Knuth, Oren Patashnik: Konkrét matematika (Concrete Mathematics), 1998, Budapest, Műszaki Kiadó
- Donald E. Knuth: The TeXbook, 1984
- Donald E. Knuth: The METAFONTbook, 1986
- Donald E. Knuth: 3:16 Bible texts illuminated, 1991

### Magyarul
- Számok valóson innen és túl. Matematikai kisregény, avagy Hogyan fordult két exdiák a tiszta matematikához, és hogyan találták meg a tökéletes boldogságot; ford. Virágh János; Gondolat, Bp., 1987
- A számítógép-programozás művészete, 1-3.; magyar kiad. főszerk. Simonovits Miklós; Műszaki, Bp., 1987–1988
  - 1. Alapvető algoritmusok; ford. Gyárfás András et al.; 1987
  - 2. Szeminumerikus algoritmusok; ford. Fiala Tibor et al.; 1987
  - 3. Keresés és rendezés; ford. Elekes György et al.; 1988
- Ronald L. Graham–Donald E. Knuth–Oren Patashnik: Konkrét matematika. A számítástudomány alapja; ford. Fridli Sándor et al.; Műszaki, Bp., 1998

## Kitüntetései
- Első ACM Grace Murray Hopper Díj, 1971
- Turing-díj (Turing Award), 1974
- National Medal of Science, 1979
- Az IEEE Neumann János-díja, 1995
- Harvey Díj, 1995
- Kiotó-díj (Kyoto Prize), 1996

## Érdekességek
Knuth nem csak tudományos eredményeiről, hanem a humoráról is híres.
- A programozás művészete című könyvével kapcsolatban különleges ajánlatot tett: minden hiba megtalálójának felad egy „hexadecimális dollár”, azaz 2,56 dollár értékű csekket.
- Donald Knuth másodállásban orgonaművész. 1965 óta tagja az Amerikai Orgonista Céhnek. Ezt annyira fontosnak tartja, hogy önéletrajzában minden más tudományos tagság előtt említi.
- A TeX verziószáma a {\displaystyle \pi }-hez konvergál, azaz az egymás követő verziók a 3, 3.1, 3.14 és így tovább. Hasonlóan a Metafont verziószáma az {\displaystyle e}-hez tart.
- Egyik legérdekesebb műve a 3:16 Bible texts illuminated című könyv. János evangéliumának egyik kulcsmondatát, a János 3:16-ot alapul véve, a Biblia összes könyvének 3. fejezet 16. verséhez hozzáfűzte a saját gondolatait.